# Ersilio Tonini

Ersilio kardinál Tonini (20. července 1914 Centovera di San Giorgio Piacentino – 28. července 2013 Ravenna) byl italský římskokatolický kněz, arcibiskup Ravenny, kardinál.

## Kněz
Studoval v semináři v Piacenze, kněžské svěcení přijal 18. dubna 1937. Následující dva roky byl vicerektorem uvedeného semináře, poté odešel na další studia do Říma. Na Papežské lateránské univerzitě pokračoval ve studiu kanonického práva. Po návratu působil v diecézi Piacenza, byl mj. asistentem Italské federace katolických studentů, vedl týdeník "Il nuovo giornale" a vykonával funkci rektora semináře.

## Biskup
V dubnu 1969 byl jmenován biskupem diecéze biskupem Macerata e Tolentino, biskupské svěcení přijal 2. června téhož roku. V listopadu 1975 ho papež Pavel VI. jmenoval arcibiskupem Ravenny. Po dosažení kanonického věku na tuto funkci v říjnu 1990 rezignoval. V únoru 1991 vedl velkopostní rekolekce pro členy římské kurie.

## Kardinál
Členem kardinálského kolegia ho jmenoval papež Jan Pavel II. při konzistoři 26. listopadu 1994. Při nominaci měl již více než 80 let, takže neměl právo účastnit se konkláve. Ode dne 30. dubna 2010, po úmrtí kardinála Paula Augustina Mayera, byl nejstarším žijícím kardinálem.